# Люр (Альпы Верхнего Прованса)
Люр (фр. Lurs, окс. Lurs) — коммуна во Франции, находится в регионе Прованс — Альпы — Лазурный Берег. Департамент коммуны — Альпы Верхнего Прованса. Входит в состав кантона Пейрюи. Округ коммуны — Форкалькье.
Код INSEE коммуны — 04106.

## Население
Население коммуны на 2008 год составляло 376 человек.
| 1962 | 1968 | 1975 | 1982 | 1990 | 1999 | 2008 |
| ---- | ---- | ---- | ---- | ---- | ---- | ---- |
| 311  | 305  | 275  | 284  | 320  | 347  | 376  |

## Климат
Климат средиземноморский. Зимы прохладные, с частыми заморозками, лето жаркое и сухое, иногда с грозами. Люр не имеет своей метеостанции, ближайшая находится в Орезоне.
| Показатель                                                              | Янв. | Фев. | Март | Апр. | Май  | Июнь | Июль | Авг. | Сен. | Окт. | Нояб. | Дек. | Год   |
| ----------------------------------------------------------------------- | ---- | ---- | ---- | ---- | ---- | ---- | ---- | ---- | ---- | ---- | ----- | ---- | ----- |
| Средний суточный максимум, °C                                           | 8,4  | 10,4 | 13,5 | 16,8 | 20,9 | 24,9 | 29,0 | 28,4 | 24,6 | 19,2 | 12,8  | 9,1  | 18,2  |
| Средняя температура, °C                                                 | 4,0  | 5,4  | 7,9  | 11,0 | 14,7 | 18,5 | 21,9 | 21,3 | 18,1 | 13,5 | 8,0   | 4,8  | 12,4  |
| Средний суточный минимум, °C                                            | −0,4 | 0,5  | 2,3  | 5,2  | 8,4  | 12,0 | 14,8 | 14,3 | 11,7 | 7,8  | 3,2   | 0,4  | 6,7   |
| Норма осадков, мм                                                       | 51,8 | 58,2 | 58,0 | 67,2 | 73,4 | 61,3 | 40,7 | 61,3 | 59,3 | 81,5 | 64,6  | 58,8 | 735,8 |
| Источник: Archives climatologiques mensuelles - Saint-Auban (1961-1990) |      |      |      |      |      |      |      |      |      |      |       |      |       |

## Экономика
В 2007 году среди 240 человек в трудоспособном возрасте (15—64 лет) 168 были экономически активными, 72 — неактивными (показатель активности — 70,0 %, в 1999 году было 69,7 %). Из 168 активных работали 154 человека (91 мужчина и 63 женщины), безработных было 14 (4 мужчин и 10 женщин). Среди 72 неактивных 12 человек были учениками или студентами, 42 — пенсионерами, 18 были неактивными по другим причинам.

## Достопримечательности
- Римский мост, исторический памятник с 1963 года
- Театр под открытым небом
- Руины епископского дворца
- Часовня Нотр-Дам-де-Анж (XII век), объект паломничества после чёрной смерти
- Часовня Нотр-Дам-дю-План
- Приходская церковь Сент-Круа (XV—XVI века)
- Церковь Сен-Мартен (XII век)

## Фотогалерея
- Люр
- Часовня Нотр-Дам-де-Анж
- Бывший вокзал
- Римский мост